# Mame Bineta Sane
Mame Bineta Sané es una actriz senegalesa, conocida por su papel de 'Ada' en la película de drama romántico sobrenatural Atlantics.

## Biografía
Sané nació el 3 de febrero de 2000 y creció en Thiaroye, un suburbio de Dakar, Senegal. No recibió una educación regular y comenzó a trabajar como aprendiz de sastre en Thiaroye.

## Carrera
Sin experiencia previa en la actuación fue seleccionada para el papel principal en la película Atlantics del 2019 dirigida por Mati Diop como su primer largometraje. En la película, interpretó a la protagonista 'Ada', una chica de familia musulmana, que está comprometida en matrimonio con Omar pero ama a Souleima, un trabajador de construcción, y sostiene una relación clandestina con él. Su relación es interrumpida por el imprevisto viaje laboral de él y sus compañeros de trabajo por el océano Atlántico hacia España, el cual resulta en un fatídico accidente.
La película tuvo su estreno en la capital de Dakar antes de su estreno en Senegal. Recibió críticas principalmente positivas y se proyectó en varios festivales de cine. Posteriormente, ganó el Gran Premio en el Festival de Cine de Cannes 2019. Más tarde, Sane recibió una nominación al César en la categoría Mejor Actriz Joven en 2020 y también fue nominada a un Prix Lumières y al Premio Black Reel como Mejor Actriz Joven por su papel.

## Filmografía
| Año  | Título     | Papel | Ref.  |
| ---- | ---------- | ----- | ----- |
| 2019 | Atlánticos | Ada   | [ 8 ] |